# Hitorijime My Hero
Hitorijime My Hero (ひとりじめマイヒーロー, Hitoriji me Maihīrō) est un manga yaoi écrit et illustré par Memeco Arii. Il est pré-publié depuis le 15 février 2012 dans le magazine Gateau et, en mars 2023, 14 tomes ont été édités par Ichijinsha. C'est une suite dérivée du manga du même auteur : Hitorijime Boyfriend.
Une adaptation en anime produite par Encourage Films et réalisée par Yukina Hiiro a été diffusée entre juillet et septembre 2017 au Japon.

## Synopsis
Masahiro Setagawa ne croit plus à l'existence de héros, surtout depuis qu'il rencontre de nombreux problèmes. En effet, il a suivi le mauvais chemin et a décidé de rejoindre un gang. Il est donc souvent persécuté et utilisé comme homme à tout faire (en devant par exemple acheter de la nourriture pour les autres membres du gang). Cependant, un fameux bagarreur, Kousuke Ooshiba, surnommé le Kuma-goroshi (熊殺し, tueur d'ours) le sauve accidentellement. Cet homme se trouve être le grand frère de son meilleur ami Kensuke Ooshiba et son futur professeur principal. C’est donc ce jour-là que Masahiro Setagawa va reprendre espoir et croire à l’existence des héros. Depuis, Kousuke a accepté Masahiro comme subalterne et promis de le protéger mais leurs sentiments à chacun semblent beaucoup plus profonds. Pendant ce temps, Kensuke retrouve un ancien ami avec qui il s’était disputé, Asaya Hasekura, un beau garçon populaire qui déclare son amour d’enfance pour Kensuke, ce qui laisse celui-ci confus et indécis.

## Personnages
Masahiro Setagawa (勢田川正広, Setagawa Masahiro)
Seiyū (anime et drama CD) : Toshiki Masuda
Il est un petit délinquant qui cherche sa place. Il est passionné de cuisine et de travaux ménagers, car sa mère n'a jamais vraiment pris soin de lui. Il aime les petits animaux et semble s'y connaître dans ce domaine.
Kousuke Ooshiba (大柴康介, Ōshiba Kousuke)
Seiyū (anime et drama CD) : Tomoaki Maeno
Professeur de lycée, il enseigne les mathématiques. Il est redouté des délinquants et est surnommé le tueur d'ours (Kuma-goroshi (熊殺し)). Il est très affectueux et se mêle souvent de la vie de Masahiro.
Kensuke Ooshiba (大柴健介, Ōshiba Kensuke)
Seiyū (anime et drama CD) : Yoshitsugu Matsuoka
Jeune frère de Kousuke et meilleur ami de Masahiro depuis le collège. Il invite très souvent tous ses amis à venir jouer et manger chez lui. C'est un ami d'enfance d'Asaya.
Asaya Hasekura (支倉麻也, Hasekura Asaya)
Seiyū (anime et drama CD) : Shinnosuke Tachibana
C'est un beau garçon très populaire auprès des autres élèves. Il a un gros appétit et mange surprenamment vite. Il est très possessif vis-à-vis de Kensuke.

## Manga
Hitorijime My Hero est prépublié dans le magazine Gateau de l'éditeur Ichijinsha depuis février 2012. Jusque-là, les chapitres ont été reliés en seize volumes.

### Liste des volumes
| no | Japonais         | Japonais          |
| no | Date de sortie   | ISBN              |
| -- | ---------------- | ----------------- |
| 1  | 15 février 2012  | 978-4-7580-7178-9 |
| 2  | 13 juillet 2013  | 978-4-7580-7261-8 |
| 3  | 30 juillet 2014  | 978-4-7580-7307-3 |
| 4  | 30 avril 2015    | 978-4-7580-7408-7 |
| 5  | 15 juillet 2016  | 978-4-7580-7524-4 |
| 6  | 29 juin 2017     | 978-4-7580-7699-9 |
| 7  | 30 janvier 2018  | 978-4-7580-7778-1 |
| 8  | 28 décembre 2018 | 978-4-7580-7887-0 |
| 9  | 29 août 2019     | 978-4-7580-7970-9 |
| 10 | 29 juillet 2020  | 978-4-7580-2122-7 |
| 11 | 31 mai 2021      | 978-4-7580-2233-0 |
| 12 | 30 novembre 2021 | 978-4-7580-2323-8 |
| 13 | 30 juin 2022     | 978-4-7580-2431-0 |
| 14 | 30 mars 2023     | 978-4-7580-2510-2 |
| 15 | 15 avril 2024    | 978-4-7580-2685-7 |
| 16 | 15 janvier 2025  | 978-4-7580-2831-8 |

## Anime

### Fiche technique

Logo japonais de l'anime Hitorijime My Hero

- Réalisateur : Yukina Hiiro
- Scénariste : Yūsei Naruse
- Animation : Encourage Films
- Nombre d’épisodes : 12
- Date de première diffusion :
  -  Japon : 8 juillet 2017

### Liste des épisodes
| No | Titre français                                     | Titre japonais                       | Titre japonais                            | Date de 1re diffusion |
| No | Titre français                                     | Kanji                                | Rōmaji                                    | Date de 1re diffusion |
| -- | -------------------------------------------------- | ------------------------------------ | ----------------------------------------- | --------------------- |
| 01 | Au début il ne voulait rien me dire.               | はじまりは、いつも教えてもらえない。 | Hajimari wa, itsumo oshie te morae nai.   | 8 juillet 2017        |
| 02 | Les jours défilent, mais il y en a encore.         | ぐるぐる毎日、だけどもっと。         | Guruguru mainichi, dakedo motto.          | 15 juillet 2017       |
| 03 | Comme un petit, petit rayon de lumière.            | それは、ちいさなちいさな光のように。 | Sore wa, chīsana chīsana hikari no yō ni. | 22 juillet 2017       |
| 04 | Une prémonition cachée par une fumée parfumée.     | 予感は、くゆる煙にかくれてる。       | Yokan wa, ku yuru kemuri ni kakureteru.   | 29 juillet 2017       |
| 05 | Une personne digne d'être aimée.                   | 愛するに足る、存在。                 | Aisuru ni taru, sonzai.                   | 5 août 2017           |
| 06 | Sois libre, mon sauveur.                           | 救世主よ、自由であれ。               | Kyūseishu yo, jiyū de are.                | 12 août 2017          |
| 07 | Le hurlement des lycéens.                          | 男子高校生、吠える。                 | Danshi kōkōsei, hoeru.                    | 19 août 2017          |
| 08 | Des émotions inextinguibles me poussent à avancer. | とめどない気持ち、背中を押して。     | Tomedonai kimochi, senaka o oshi te.      | 26 août 2017          |
| 09 | Là où vont mes sentiments.                         | この想いの、向かう先。               | Kono omoi no, mukau saki.                 | 2 septembre 2017      |
| 10 | Être heureux est si difficile.                     | 幸せって、こんなに苦しい。           | Shiawase tte, konnani kurushii.           | 9 septembre 2017      |
| 11 | C'est pourquoi je veux juste que tu souries.       | だから、ただ笑っていてほしい。       | Dakara, tada waratte i te hoshii.         | 16 septembre 2017     |
| 12 | L'endroit le plus chaleureux au monde.             | 世界で1番、やさしい場所。            | Sekai de 1 ban, yasashii basho.           | 23 septembre 2017     |

### Musique
- Générique de début : « Heart Signal » (ハートシグナル, Hāto shigunaru?) par Wataru Hatano.
- Générique de fin : « True Love ».